# Црква Светог Теодора Тирона у Великим Пчелицама
Црква Светог Теодора Тирона у Великим Пчелицама, насељеном месту на територији града Крагујевца, подигнута је 1888. године, припада Епархији шумадијској Српске православне цркве.
- Црква Светог Теодора Тирона
- Бунар
- Црквена палионица свећа
- Споменик браћи Душану и Животу Лазовићу